# The Last Story
The Last Story (ラストストーリー, Rasuto Sutōrī) é um jogo eletrônico de RPG de ação desenvolvido pela Mistwalker e AQ Interactive e publicado pela Nintendo em todo o mundo com exceção da América do Norte, onde foi publicado pela Xseed Games. Foi lançado exclusivamente para Wii em janeiro de 2011 no Japão, em fevereiro de 2012 na Europa e em agosto na América do Norte. The Last Story se passa na ilha fortaleza de Lazulis em um mundo cuja vida está lentamente sendo drenada por uma força desconhecida. A história se foca no mercenário Zael, que sonha em ser um cavaleiro; ele se envolve com uma nobre chamada Calista em uma guerra entre os homens e as feras gorak. A jogabilidade coloca o jogador no comando de Zael e do grupo de mercenários que o acompanha enquanto cumprem missões por Lazulis. Zael pode comandar o resto da equipe durante as missões, com os combates envolvendo elementos de ação, tática e furtividade. Vários modos multijogador online estão presentes.
O jogo foi dirigido e co-escrito por Hironobu Sakaguchi, que teve a ideia inicial do título depois de ver as recepções mistas que seus jogos anteriores Blue Dragon e Lost Odyssey tiveram. Ele decidiu junto com o projetista Takuya Matsumoto criar um jogo que fosse diferentes de seus projetos anteriores e da maioria dos outros RPGs. O desenvolvimento durou mais de três anos. Sua narrativa originalmente era baseada em ficção científica, porém foi alterada para fantasia por insistência da Nintendo. The Last Story seria um título exclusivo do Japão, com seu lançamento na América do Norte tornando-se uma incógnita depois de ter sido anunciado para estreia na Europa e Austrália. Uma campanha organizada por fãs chamada Operation Rainfall atraiu durante esse período grande atenção da mídia para o jogo. The Last Story foi um sucesso comercial e recebeu críticas principalmente positivas.

## Jogabilidade
Modo História
O sistema de combate deste RPG mistura ações em tempo real e comandos realizados por turnos. A batalha em si é em tempo real, mas há comandos pré-selecionados, o que exige que o jogador pense nas ações a serem empregadas. Somente um protagonista é controlado pelo jogador, enquanto os demais são dominados pela inteligência artificial. Ainda assim, certas ordens podem ser feitas aos outros participantes da batalha.
Multi-Jogador
Existe um modo multi-jogador onde o jogador pode jogar um contra os outros , ou trabalhar em equipe para derrubar um chefão.
Até agora (24/01/2013)7 jogadores chegaram a 99999 pontos de reputação no rank. Ninguém sabe confirmadamente se algum usou hack ou não.

## História
O jogo conta a história de Zael e seus amigos, moradores da ilha de Lazulis que fazem qualquer trabalho em busca de dinheiro. Aos poucos, é possível se familiarizar com cada personagem e descobrir que, na verdade, eles vivem em um mundo ameaçado pelos humanóides da raça Gurak e que suas motivações vão além de fama e fortuna. Mercenários são admirados e impõem sua honra através da valentia e por isso os personagens principais têm a ambição de tornarem-se cavaleiros e encontrar seu espaço em meio a tanta brutalidade. Essa jornada é, também, motivada por um grande amor que faz com que Zael adquira super poderes e recursos adicionais em sua saga por trazer tranquilidade ao mundo.

### Personagens
- Zael, herói principal , que foi abençoado pelo poder do Outsider
- Yurick, o mais jovem dos mercenários. Desempenha a função de mago para o grupo.
- Syrenne, apesar de não ser gentil com as palavras, demonstra carinho pelos seus amigos, além de possuir grande disposição para a ação.
- Dagran, ele é considerado por Zael (herói principal) como se fosse um irmão mais velho.Pois o ajudou após a destruição de sua aldeia.[3]

## Referência
1. ↑  «The Last Story - Wii - Baixaki Jogos». www.baixakijogos.com.br. Consultado em 18 de abril de 2012
2. ↑  «The Last Story - Análise de Outer Space». outerspace.terra.com.br. Consultado em 18 de abril de 2012. Arquivado do original em 20 de março de 2012
3. ↑  «Personagens de The Last Story são revelados - Notícias - Baixaki Jogos». www.baixakijogos.com.br. Consultado em 18 de abril de 2012